# Burcei
Burcei es un municipio italiano situado en la provincia de Cerdeña del Sur. Tiene una población estimada, a fines de julio de 2023, de 2615 habitantes.
Está ubicado a 50 km de Cagliari.
La localidad surgió a finales del siglo XVII como consecuencia de la llegada de familias de productores ganaderos procedentes de zonas cercanas. Se encuentra en una región montañosa salpicada de bosques y manantiales, especialmente apta para el pastoreo, en el que todavía se basa la economía local. Los campos, además, se utilizan también para huertas y viñedos, así como para el cultivo de legumbres y, sobre todo, de sus reconocidas cerezas, protagonistas de una fiesta local celebrada en el mes de junio.
Su nombre proviene de burrei, que significa "rebaño de bueyes".

## Evolución demográfica
| Gráfica de evolución demográfica de Burcei entre 1861 y 2023 |
|                                                              |
| Fuente: ISTAT - Elaboración gráfica de Wikipedia             |